# Río Oué Pouanlotch
El río Oué Pouanlotch es un río de Nueva Caledonia. Tiene un área de influencia de 92 kilómetros cuadrados.